# Jugendhaus St. Kilian
Das Jugendhaus St. Kilian ist seit 1983 ein Jugendbildungs- und Tagungshaus der Diözese Würzburg. Es liegt in der unterfränkischen Kreisstadt Miltenberg im Dreiländereck Bayern, Hessen und Baden-Württemberg direkt am Main.

## Geschichte des Hauses
Zwischen 1872 und 1904 entstanden auf dem Gelände des heutigen Jugendhauses die Gebäude Haus Totnan und die Villa Anna (heute Villa Kolonat). In den Jahren danach kam das heutige Haupthaus Sankt Kilian hinzu. In den nächsten Jahrzehnten wechselten regelmäßig die Besitzer, bis 1927 das Bischöfliche Ordinariat Würzburg der Stadt Miltenberg das Gelände abkaufte, um darin ein Bischöfliches Knabenseminar für Priesterberufe einzurichten. Am 19. April 1927 wurde das Kilianeum eingeweiht und seiner neuen Bestimmung übergeben. Der Betrieb des Seminars startete mit 100 Kilianisten.
Auf Anordnung der Stadt Miltenberg wurde Ende März 1939 das Kilianeum geschlossen. Das Gebäude wurde nun zu einem staatlichen Schülerheim umfunktioniert. Während des Zweiten Weltkrieges wurde das Gebäude des Schülerheims in ein Reservelazarett umgewandelt. Der Kapellenraum wurde zum Operationssaal, die Schlafsäle und der Theaterraum dienten als Krankenlager für verwundete Soldaten. Am 31. März 1945 besetzten amerikanische Truppen Miltenberg. Das Reservelazarett wurde aufgehoben. Das Heimgebäude diente zeitweise amerikanischen Truppen als Unterkunft. Durch Verhandlungen mit der Militärregierung und ortsansässigen Politikern konnte das Kilianeum im Januar 1946 wieder seiner alten Bestimmung zugeführt werden. In den folgenden Jahren wuchsen die Schülerzahlen stetig an. Viele junge Männer verließen als Abiturienten das Kilianeum und schlugen den Weg des Priesterberufes ein.
1982 fällte die Bistumsleitung die Entscheidung, das Kilianeum als Knabenseminar aufzulösen und das Gebäude in ein Jugendbildungs- und Tagungshaus umzuwandeln. Am 1. August 1983 wurde das Jugendhaus St. Kilian offiziell eröffnet. Von Anfang an hatten die Regionalstelle für Kirchliche Jugendarbeit und das Diözesanbüro ihre Dienststellen im Haus. Immer wieder wurde das Haus in den darauffolgenden Jahren modernisiert und den aktuellen Ansprüchen einer Beherbergungsstätte entsprechend umgebaut.

## Das Jugendhaus heute
Parallel zum Tagungsbetrieb entwickelte sich mit der externen Mittagsverpflegung für das Jugendhaus St. Kilian ein zweites Geschäftsstandbein. Die Großküche kocht nicht nur für die Hausgäste, sondern auch für Kinder, Jugendliche und junge Erwachsene aus Kindergärten, Schulen und sozialen Einrichtungen in der Region.
Zwischen 2012 und 2014 wurde das Haus St. Totnan generalsaniert und beherbergt seitdem das Diözesanbüro, die Ehe- und Familienseelsorge der Dekanate Miltenberg und Obernburg, die Regionalstelle für Kirchliche Jugendarbeit sowie das Bildungsreferat des Jugendhauses.